# Fritz Hofmann
Fritz Hofmann (ur. 19 czerwca 1871 w Berlinie, zm. 14 lipca 1927 tamże) – niemiecki sportowiec, zdobywca dwóch złotych, srebrnego i brązowego medalu na olimpiadzie w 1896 roku w Atenach.

## Kariera sportowa
Złote medale zdobył w konkurencjach gimnastycznych w drużynie w ćwiczeniach na drążku i ćwiczeniach na poręczach, brąz – we wspinaczce po linie (wspiął się na wysokość 12,5 metra). Z czasem 12,2 s był drugi w biegu na 100 metrów. Startował także w innych konkurencjach lekkoatletycznych, zajmując 4. miejsce w biegu na 400 m i 5. miejsce w skoku wzwyż.

## Rekordy życiowe
- 100 metrów – 11,1 s (1893)
- 400 metrów – 52,3 s (1893)
- Skok wzwyż – 1,75 m (1892)